# Миодраг Доберлет
Миодраг Доберлет (словен. Miodrag Doberlet, нар. 1903  — пом. ?) —  югославський футболіст, що грав на позиції нападника.
Виступав на позиціях лівого інсайда і лівого крайнього нападника клубу «Ілірія». Ставав чемпіоном футбольної асоціації Любляни в 1925, 1926, 1927, 1930 і 1932 роках. Був учасником фінальних турнірів чемпіонату Югославії в 1925—1927 роках. Зокрема в чемпіонаті 1927 року, коли вперше турнір почав проводитись за ліговою системою, Доберлет відзначився хет-триком в кваліфікаційному матчі проти діючого чемпіона «Граджянскі», а «Ілірія» здобула несподівану і дуже впевнену перемогу з рахунком 5:0. В основній сітці турніру клуб з Любляни виступив не вдало, посівши останнє шосте місце. Доберлет став найкращим бомбардиром своєї команди, забивши два м'ячі. 
Був півфіналістом Кубка Югославії 1930 року, де його команда поступилась клубу САШК (Сараєво) (2:4). В 1/8 фіналу «Ілірія» перемогла ССК «Марібор» з рахунком 2:0, а голи забили лідери атаки Доберлет і Оман, чвертьфінал команда пройшла без гри через дискваліфікацію одного з учасників. В клубі грав як мінімум до 1933 року. 
Виступав у складі збірної міста Любляна. Зокрема був учасником усіх чотирьох розіграшів Кубка короля Олександра, турніру, що в 1924—1927 роках проводився для збірних найбільших міст Югославії. В п'яти матчах змагань забив чотири м'ячі. Два з них у поєдинку проти збірної Осієка в 1926 році, коли Любляна здобула з рахунком 4:3 свою єдину перемогу за чотири розіграші. 
У 1928 році став автором єдиного голу збірної Любляни в товариському матчі проти збірної австрійського міста Грац (1:6). 